# Leica R
Serie Leica R è una gamma di fotocamere reflex di piccolo formato a messa a fuoco manuale prodotta da Leica dal 1976 (con il modello Leica R3). Succedette ad un'altra gamma similare di Leica, la Leicaflex.

## Storia
Dopo la serie Leicaflex, Leica adottò un approccio totalmente nuovo; la R3 fu sviluppata in collaborazione con Minolta e si basò strettamente sulla XE. Inizialmente prodotta a Wetzlar, in Germania, la produzione fu poi spostata nel nuovo stabilimento Leica in Portogallo. Della Leicaflex, la serie Leica R mantenne lo stesso attacco a baionetta. Tra i fotografi che hanno utilizzato una fotocamera reflex della serie serie Leica R degni di menzione sono Ansel Adams, Ernst Haas,  William Klein, Fulvio Roiter. 

## Descrizione

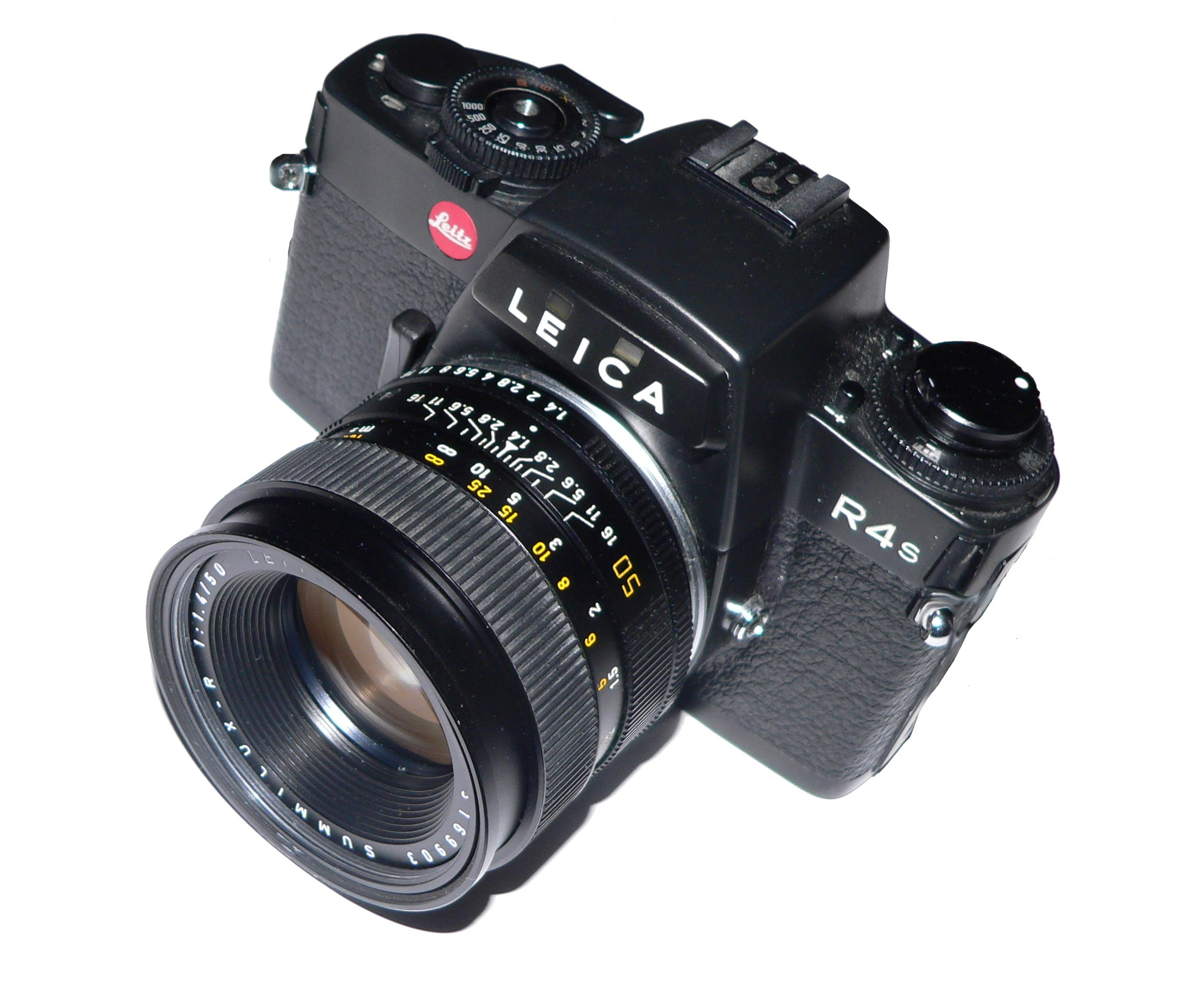
Leica R4S.

Questa serie si distingue tanto per la sua longevità (soprattutto come dispositivi non autofocus formano un mercato di nicchia) che per l'alta qualità degli obiettivi prodotti per il suo innesto montaggio (de facto denominato attacco R).
Le formule ottiche utilizzate sono spesso equivalenti (per focale normale e lungo) agli obiettivi prodotti per la serie M, rendendo questa serie particolarmente attraente. Per le lunghezze focali più corte sono state create formule retrofocus (come qualsiasi reflex), ma sono anche di alta qualità.
Più di recente, Leica ha creato un dorso digitale adatto per Leica R8 e R9: il Leica Digital Modul R (DMR).
Un modello completamente digitale, denominato Leica R10, non vedrà la luce dopo la proposta dei dirigenti. Tuttavia, vogliono proporre una soluzione per utilizzare gli obiettivi a baionetta R su una fotocamera digitale.
Si noti che i produttori offrono anelli per adattare gli obiettivi Leica R su corpi Canon EOS e soprattutto il sistema "Quattro Terzi" (Olympus E, Leica D - questi due offerti dagli stessi produttori - e Panasonic DMC-L).

### Modelli
- Leica R3 – la prima reflex elettronica Leitz, dal 1976 al 1980, basata sulla Minolta XE/Minolta XE-1/XE-7. I primi esemplari furono costruiti in Germania e poi la produzione fu trasferita alla fabbrica Leitz in Portogallo.
- Leica R4, Leica R4s, Leica R4S Mod2 – 1980–87: un nuovo modello compatto basato sulla Minolta XD-7/Minolta XD-11. La R4 ha fatto da modello per il design di tutte le fotocamere della serie fino alla R7 inclusa. La R4 offriva le modalità Programma, Priorità di diaframma e otturatore, e Manuale, con misurazione selettiva e pesata al centro. La R4MOT originale differiva solo nella denominazione; tutte le R4 e successive accettavano motori e winder. La R4S e la R4S Mod2 erano modelli semplificati a prezzi leggermente inferiori.
- Leica R5, Leica R-E – 1987: elettronica rivista (R5 aveva la capacità di flash TTL), R-E era un modello semplificato.
- Leica R6, Leica R6.2 – 1988–92: otturatore meccanico, si affidava all'alimentazione a batteria solo per l'esposimetro incorporato.
- Leica R7 – 1992: un'elettronica ancora più avanzata.
- Leica R8 – 1996–2002: completa riprogettazione, questa volta in-house con la produzione ritrasferita in Germania.
- Leica R9